# Malanje (province)
La province de Malanje est une province de l'Angola. Sa population est estimée à 900 000 habitants sur une surface de 97 602 km2. Sa capitale est la ville de Malanje.

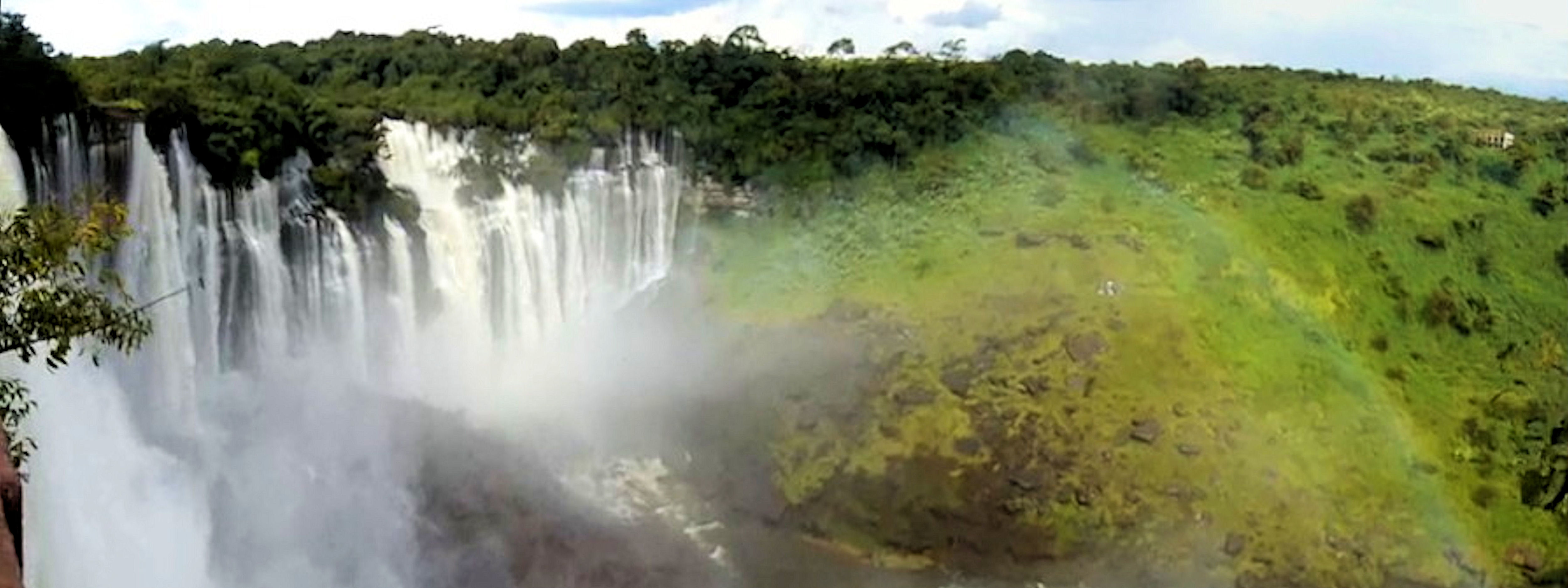
Chutes de Kalandula

## Géographie
La province contient notamment le parc national de Cangandala.

## Municipalités
La province est composée de 12 municipalités :
- Cacuzo
- Calandula
- Cambundi Catembo
- Caombo
- Cuaba Nzogo
- Cunda-dia-Baza
- Luquembo
- Marimba
- Massango
- Mucari
- Quela
- Quirima Cangandala